# ویلیام جونز (واژه‌شناس)

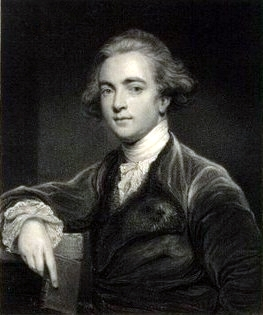
سر ویلیام جونز

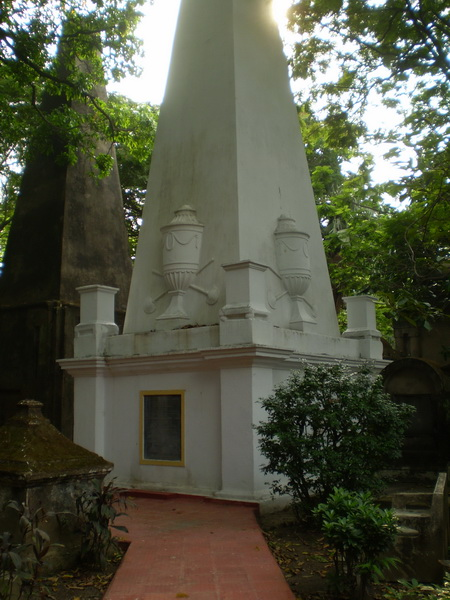
آرامگاه ویلیام جونز در کلکته هند

سِر ویلیام جونز (به انگلیسی: William Jones) (زادهٔ ۲۷ سپتامبر ۱۷۴۶ – درگذشتهٔ ۲۸ آوریل ۱۷۹۴) زبان‌شناس، ادیب و خاورشناس انگلیسی بود. جونز پس از توماس استفنز (۱۵۸۳)، فیلیپو ساستی (۱۵۸۵)، مارکوس زوئریوس وان بوکس‌هورن (۱۶۴۸) اولیا چلبی (۶–۱۶۶۵) و گاستون کوردو(۱۶۹۱–۱۷۷۹)، یکی از کسانی بود که خانوادهٔ زبانهایی را که پیش از او سکایی (۱۶۴۸) و پس از او نخست هند و ژرمنی (۱۸۱۰-کنراد مالته‌برون)، سپس هندواروپایی (۱۸۱۳-توماس یانگ)، یافثی (۱۸۱۵-راسموس راسک)، هندی‌توتی(۱۸۲۶-اشمیتهنر)، سانسکریتی (۱۸۲۷-ویلهلم فون هومبولت)، هندی‌کلتی(۱۸۴۰-آگوست پوت)، آریایی و اروپایی(۱۸۵۴-گراتسیادو آسکولی)، آریایی(۱۸۶۷-اونوره شوه) نامیده‌شد را یادآور شد و از خویشاوندی زبان سانسکریت با زبان‌های یونانی و لاتین سخن گفت (۱۷۸۹).

## زندگی
جونز در ۲۳ سپتامبر ۱۷۴۶ در لندن، در خانواده‌ای اهل ولز، به دنیا آمد. پدرش ویلیام جونز (۱۶۷۵–۱۷۴۹) ریاضی‌دان، نایب رئیس انجمن سلطنتی، از دوستان نیوتن و مفسر آثار او، و مادرش اشراف‌زاده‌ای بود که در یکی از مدارس لندن ریاضی تدریس می‌کرد. او پیش از سه سالگی پدرش را از دست داد در ۱۷۵۳ به مدرسه هرو رفت که بسیاری از شخصیتهای مهم انگلیسی در آنجا پرورش یافته‌اند. در مدرسه دیری نگذشت که به‌خواندن اشعار قدیم و سرودن به شیوه آنها پرداخت. لاتینی و یونانی را هم‌زمان آموخت و از راه تحصیل زبان عبری، که در مدرسه هرو به آن پرداخته بود، با مشرق زمین آشنا شد. در ۱۷۶۴ به قصد تحصیل حقوق وارد دانشگاه آکسفورد شد و از همان زمان عربی را نزد شخصی از اهالی حلب آموخت و در همان دوره نزد فردی ایرانی، از مردم کرمان و مقیم لندن، فارسی فراگرفت و با کمک کتاب اصول زبان فارسی اثر جان گریوز و گلستان سعدی، به یادگیری زبان فارسی ادامه داد. در ۱۷۶۸ با کاروی رویتسکی، سفیر لهستان در انگلیس، که فارسی و ترکی می‌دانست، آشنا شد. اظهارات رویتسکی دربارهٔ ادبیات فارسی و شرق و به‌خصوص غزلیات حافظ تأثیر مهمی بر جونز داشت. در مکاتبات این دو، مباحث بسیاری دربارهٔ ادبیات فارسی مطرح شده‌است. ویلیام جونز در ۲۵ سالگی در خواندن و نوشتن و سخن گفتن به فارسی مهارت پیدا کرد. کشف خویشاوندی میان زبان‌های ایرانی و زبان‌های ژرمنی سبب شد تا تصور اشتباه سامی بودن زبان فارسی، آن هم به دلیل شباهت در رسم‌الخط به یک سو نهاده شود و فارسی و آلمانی دو زبان خویشاوند محسوب گردند. او همچنین با همراهی چند تن از خاورشناسان انگلیسی، انجمن آسیایی بنگاله را که یکی از بزرگ‌ترین انجمن‌های علمی و ادبی جهان است بنیان نهاد. کتابخانه آن دارای هزاران کتاب چاپی و خطی به زبان‌های فارسی، عربی، هندی، سانسکریت و انگلیسی است.
وی در دوم فوریه ۱۷۸۶ میلادی دیدگاه خود دربارهٔ نیای یکسان زبان‌های یونانی، سانسکریت، فارسی، سلتیک و گوتیک بیان کرد. این دیدگاه که لاتین زبان خواهر یونانی و نه فرزند اوست، ایده ای انقلابی بود.ولی شاید اگر وی چنان‌که با سانسکریت آشنا بود، با اوستایی نیز آشنایی داشت نام نیا آریایی را برای این دسته از زبانها برمی‌گزید، چرا که از گات‌های اوستا (گاهان) به زبان اوستایی کهن و ریگ ودا (کهن‌ترین بخش وداها) به زبان سانسکریت کهن نوشته‌ای باستانی‌تر تا کنون به دست نیامده است.
جونز شاعری خوش ذوق بود و در منظومه‌سرایی به زبان فرانسوی، انگلیسی و لاتینی استعدادی فراوان داشت. از فعالیت‌های جونز در اینباره، باید به ترجمهٔ سیزده غزل حافظ به فرانسوی و انگلیسی برای نخستین بار اشاره کرد. ترجمه ابیاتی از مثنوی مولوی به شعر انگلیسی، ترجمه ابیاتی از خمسه نظامی به شعر انگلیسی و ترجمه اشعاری از فردوسی به لاتینی از دیگر تألیفات اوست.
ویلیام جونز عقیده داشت که شاعران فارسی همتای شاعران یونان به‌شمار می‌آیند. در سال ۱۱۹۱ خ. دانشگاه‌های کمبریج و ماساچوست، در مجموعه‌هایی با عنوان «شرحی کوتاه در تاریخ ادب کهن» به ناچار ادعای ویلیام جونز را پذیرفتند. از آن پس تنی چند، آگاهی یا فرصت کافی به دست آوردند تا درستی عقیده سر ویلیام جونز را بیازمایند.
ترجمهٔ تاریخ نادر شاه افشار در سال ۱۱۴۵ خورشیدی با نگارش میرزا مهدی خان استرآبادی، منشی مخصوص نادرشاه، توسط جونز به فرانسوی شهرت جهانی یافت. در سال ۱۱۵۰ سر ویلیام جونز، که خود عاشق زبان فارسی بود، برای نشر این زبان تلاش بسیار کرد و کتابی با نام دستور زبان فارسی (کتاب جونز) تألیف کرد که بسیار مورد توجه و بهره‌برداری قرار گرفت؛ به‌طوری که شیفتگان زبان فارسی از این کتاب به‌عنوان مأخذ معتبری استفاده می‌کردند. در این کتاب، شعرهایی از شاعران فارسی‌گو از جمله سعدی نیز ترجمه شده بود. او در این کتاب خود را یونس اوکسفردی معرفی می‌کند.

## دیدگاه‌ها
او زبان‌های انگلیسی، یونانی، لاتین، سانسکریت، عربی، فارسی، فرانسوی و ایتالیایی را می‌دانست. به یاری واژه‌نامه می‌توانست بنگالی، آلمانی، پرتغالی، اسپانیایی، هندی، عبری، ترکی و (خط) رونی را بخواند؛ و این خودباوری را داشت که اگر نیاز باشد می‌تواند تبتی، پالی، پهلوی، دری، روسی، سریانی، اتیوپیایی، قبطی، ولزی، سوئدی، هلندی و چینی را بخواند که به بیش از شش زبان از آن میان به خوبی گفتگو می‌کرد گرچه به‌نادرست خط رونی و دری (گویش بومی ایرانیان زرتشتی) را نیز زبانی جداگانه به‌شمارمی‌آورد. و این موضوع علاقهٔ شدید او را به فراگیری زبان‌های گوناگون و کشف رابطهٔ میان آنها نشان می‌دهد، گرچه در این راه به خطا رفته و چینی، ژاپنی و مصری را هم از یک خانواده زبانی دانست، زبان هندوستانی را از خانواده ای به جز سانسکریت، پهلوی را سامی، اوستایی را لهجه ای از سانسکریت و زبانهای اسلاوی را تاتاری. با این همه او به دلیل علاقهٔ فراوانش به ادبیات و شاعران ایران، به «جونز ایرانی» ملقب شده بود.
به رغم این گرایش و شیفتگی در برابر زبان فارسی، و آشنایی او با این زبان و زبان سانسکریت که نزدیکترین زبان به اوستا است، هنگامی که انکتیل دو پرون، دانشمند زبانشناس فرانسوی، برای نخستین بار ترجمه بخش‌هایی از اوستا را پیش روی او و برخی دیگر از دانشمندان شرق‌شناس و واژه‌شناس نهاد، در کمال شگفتی وی را کلاهبردار و فریبکار خواندند
در اروپا بحثی در مورد صحت کار به وجود آمد. گفته شد که به اصطلاح زند-اوستا کار اصلی زرتشت نیست و ساختگی بوده‌است. مهم‌تر از همه در میان این گروه، مایه افسوس است که شرق‌شناس برجسته، سر ویلیام جونز بود. وی در نامه‌ای که به زبان فرانسوی (۱۷۷۱) چاپ شده، ادعا کرد که آنکتیل فریب خورده‌است، و پارسیان سورات بر روی آن مشتی از نوآوری‌ها و سخنان پوچ‌های بی‌ارزش نگاشته‌اند. در انگلیس، سر ویلیام جونز از سوی ریچاردسون و سر جان چاردین پشتیبانی می‌شد و در آلمان، توسط ماینرز. آنکتیل دو پرون به عنوان فریبکاری شناخته شد که متن خود را برای حمایت از ادعای خود اختراع کرده بود. در آن زمان باور عمومی شرق شناسان بر این استوار بود که فارسی از سانسکریت ریشه دارد. از همین رو و ناآشنایی وی با زبان‌های پهلوی، فارسی باستان و اوستایی، او نام خانواده مشترک زبانهای خویشاوند از روسی و لاتین و یونانی، تا آلبانیایی و ایرانی و سانسکریت را هندواروپایی نهاد و از کهنترین گستردگی زبانی _که شاخه‌های آن از سکایی ختنی و تمشقی در سین کیانگ چین، تا زبان منقرض شده یاسی در مجارستان کنونی می‌رسید_ نامی نبرد.
از دیگر لغزشهای وی به ویژه با درنظر گرفتن آشنایی وی با شعر فارسی، دسته‌بندی پهلوی در میان زبانهای سامی است با این همه باز هم تعجب آور است که فارسی را که زبان فرزند پهلوی است هم از زبانهای هندی دسته‌بندی می‌کرد.
شگفت‌ترین ایده او دربارهٔ ریشه زبان‌های (به اصطلاح وی) هندواروپایی، نام نبردن از زبان‌های اسلاوی و عجیب تر از آن هندوستانی در میان آنهاست، با آنکه پیوند میان هندوستانی و سانسکریت همچون پهلوی و فارسی است. دیگر آنکه چینی و ژاپنی و قبطی را از زبانهای به اصطلاح هندواروپایی می‌خواند که هر یک امروزه به ترتیب بخشی از زبانهای چینی_تبتی، ترکی شرقی (دراین سازگاری نیست) و سامی هستند.